# Elysium for the Brave
Elysium for the Brave — второй альбом Азам Али и один из самых успешных её альбомов, издан в 2006 году.

## Об альбоме
После выхода её альбома Portals of Grace (2002), в котором Азам исследовала связи между средневековой европейской музыкой (и светской и религиозной), и арабской музыкой, этот альбом стал его достойным продолжением.
Второй альбом Азам Али символизирует новый поворот в её музыкальном развитии. Этот альбом — её самая лучшая работа до настоящего времени, привлечение и композиция музыкальных произведений и самих музыкантов из различных музыкальных стилей, выступающих в разнообразных её созданных постановках.
Преобладают в альбоме композиции на английском языке, и впервые — песни, основанные на стихотворениях, написанной самой Азам Али.

## Список композиций
1. «Endless Reverie»
2. «Spring Arrives»
3. «In Other Worlds»
4. «Abode»
5. «Forty One Ways»
6. «The Tryst»
7. «From Heaven To Dust»
8. «I Am A Stranger In This World»
9. «In This Divide»